# 蘭潭水庫
蘭潭水庫，舊名紅毛埤，位於臺灣嘉義市東區鹿寮里，相傳為三百年前荷蘭人操練水軍之處，故稱「蘭潭」。水庫呈元寶狀，東西長約1公里，南北寬約2公里，佔地約2平方公里，屬離槽水庫，為嘉義地區重要的蓄水庫之一。「蘭潭泛月」名列嘉義八景之一。

## 沿革
- 蘭潭，舊名紅毛埤，距市區三公里，隸屬嘉義市東區，現為臺灣自來水股份公司第五區管理處所管轄，屬離槽水庫。水庫呈元寶狀，東西長約1公里，南北寬約2公里，佔地約2平方公里，相傳為三百年前荷蘭人操練水軍之處，故稱「蘭潭」。「蘭潭」碑由嘉義市政府設立。
- 民間傳說荷蘭治臺時期，築堰為埤，截入八掌溪溪水，用以灌溉今王田里一帶的荷蘭東印度公司直營的田園。清代逐漸荒廢，至日治末期才重建壩堤。
- 1940年代因應嘉義市區民生用水增加，以及嘉義化學工場需要大量工業用水，由嘉義市水道擴張工事事務所土木技師山根長次郎規劃設計，於1942年3月動工興建蘭潭水庫1，至1944年3月完工啟用。
- 水庫經過歷次的修建，目前大壩的結構為混凝土心牆滾壓式土壩，水庫沿岸有環湖公路。
- 近年來由於工業與經濟的快速發展，使得該水庫已不敷大嘉義地區之所需，因此政府又在蘭潭附近興建仁義潭水庫，以供應此地區的公共給水及工業用水。

- ^  注解1：：嘉南大圳完工後，八田與一回任總督府技師，出任水利股長，1942年5月在日本外海逝世，同年開工的蘭潭水庫工程並非由八田與一建造[2]。

## 基本資料
- 水源：八掌溪（仁義潭水庫）[3]
- 興建時間：1942年3月～1944年3月
- 總蓄水量：9,795,700 立方公尺
- 有效容量：923萬立方公尺（2021年4月16日測）
- 有效蓄水量：572萬立方公尺（2021年4月16日測）
- 集水面積：2 平方公里
- 正常蓄水位標高：75.30 公尺
- 最高洪水位標高：76.30 公尺
- 滿水位面積：0.806 公頃
- 壩型：混凝土心牆滾壓式土壩
- 壩頂標高：77.30 公尺
- 最大壩身高度：31公尺
- 壩頂長度：546公尺
- 壩頂寬度：8公尺

## 鄰近景點
- 國立嘉義大學蘭潭校區〔原嘉義農專〕
- 新嘉大昆蟲館
- 蘭潭後山公園
- 蘭潭清水寺（清水祖師廟）
- 故鄉咖啡
- 迦南地咖啡
- 嘉義公園
- 昭和十八嘉義市史蹟資料館
- 月影潭心：位於蘭潭邊的裝置藝術[4]
- 蘭潭音樂噴泉：位於蘭潭內的水舞設施，在特定節日、季節會表演。觀賞寬度及最高水柱均可達50公尺，搭配七彩燈光效果及音樂，成為嘉義市熱門夜間景點之一[5]

## 相片集

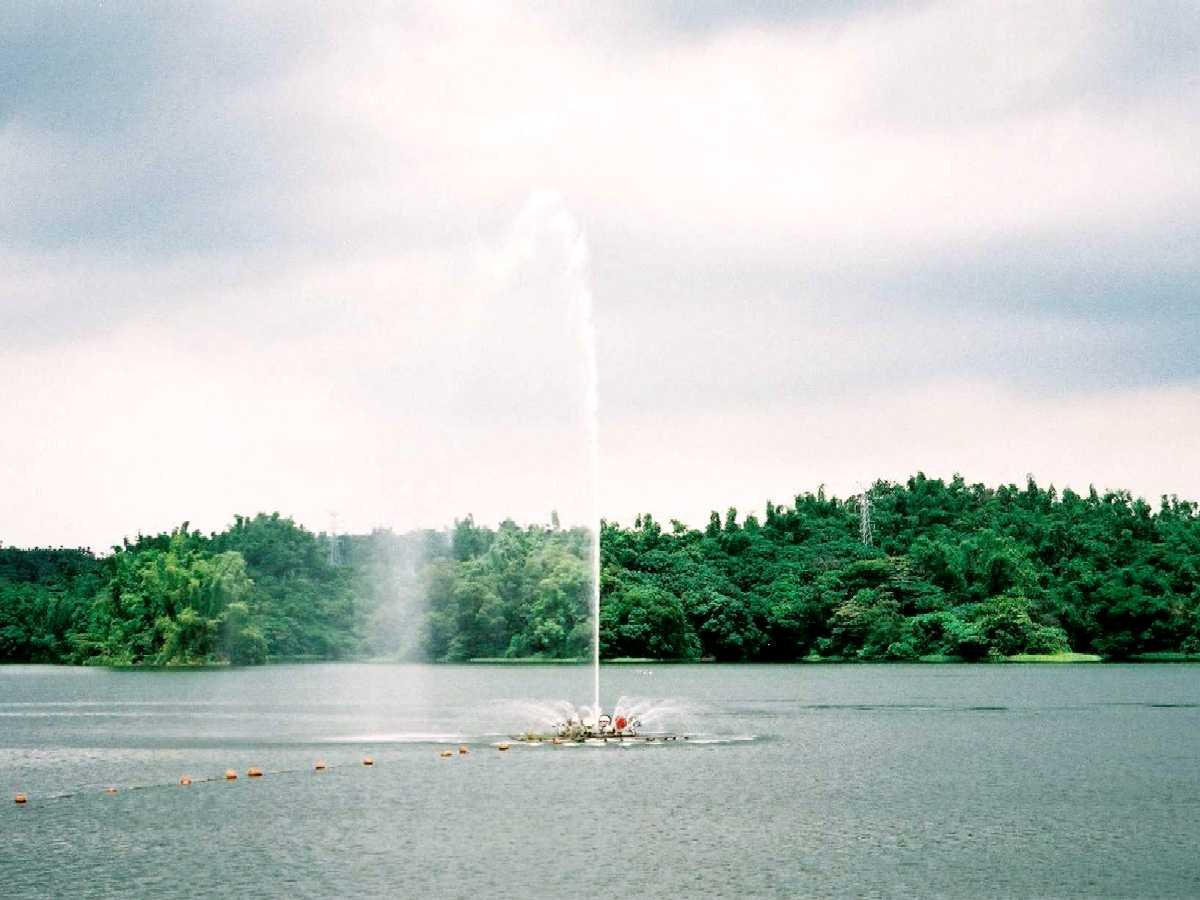
蘭潭水庫噴泉
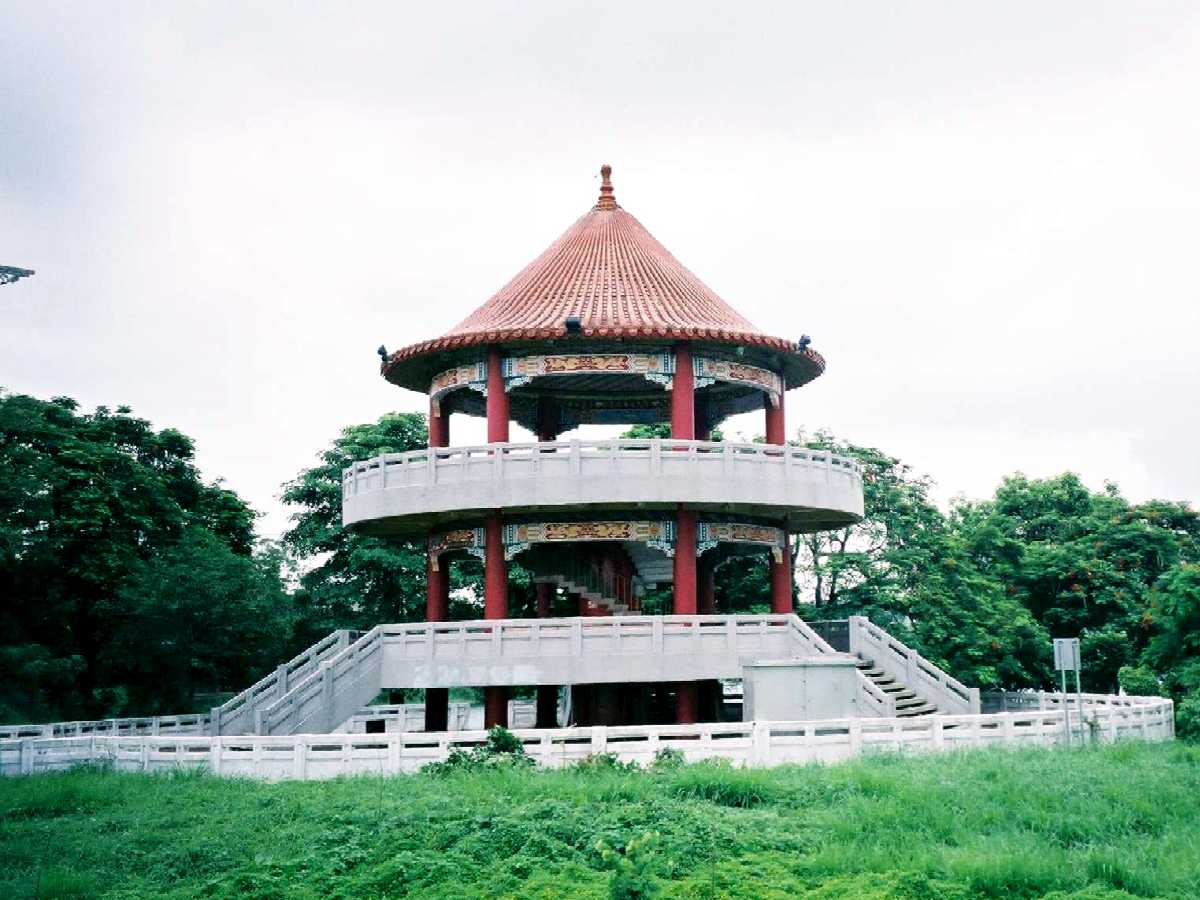
蘭潭水庫三信亭
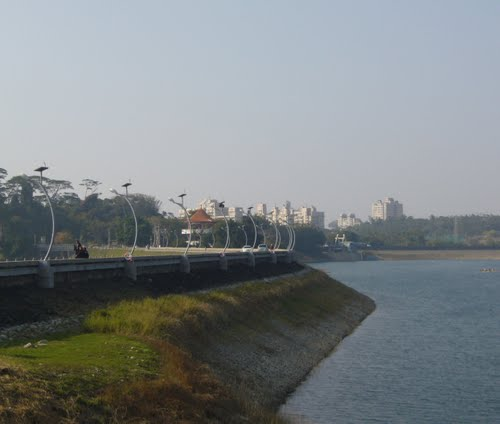
蘭潭水庫壩堤一景
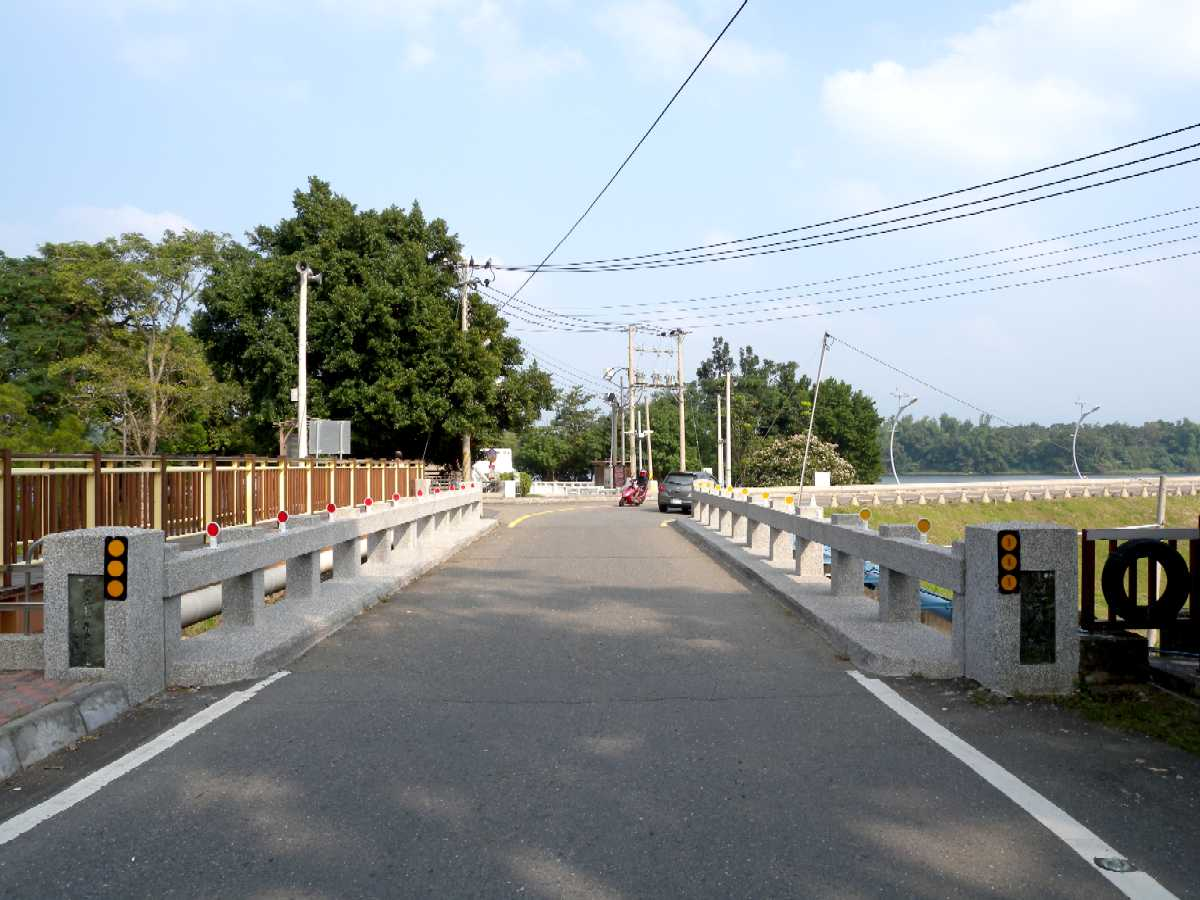
蘭潭水庫泛月橋一景
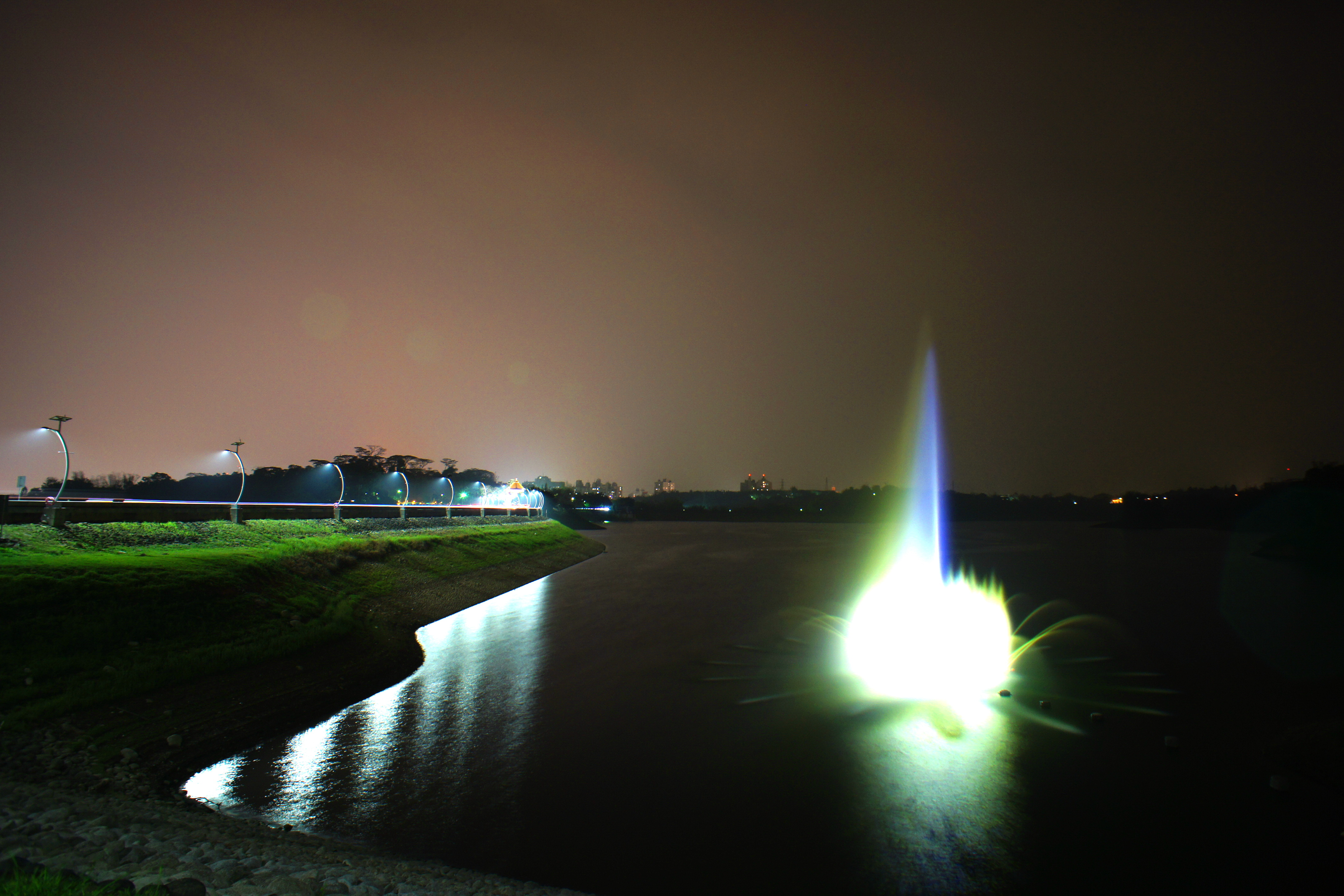
蘭潭水庫音樂噴泉
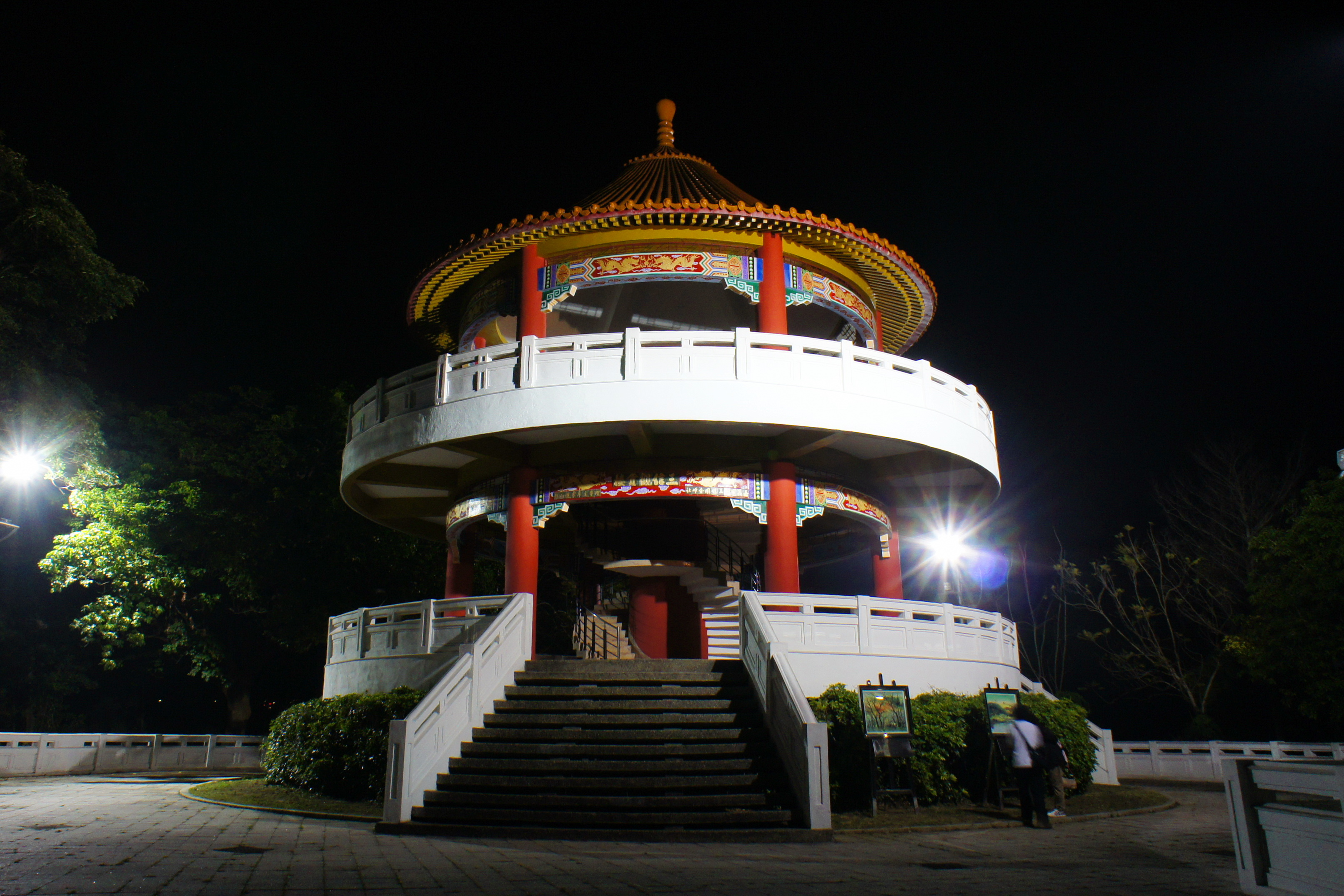
蘭潭水庫三信亭
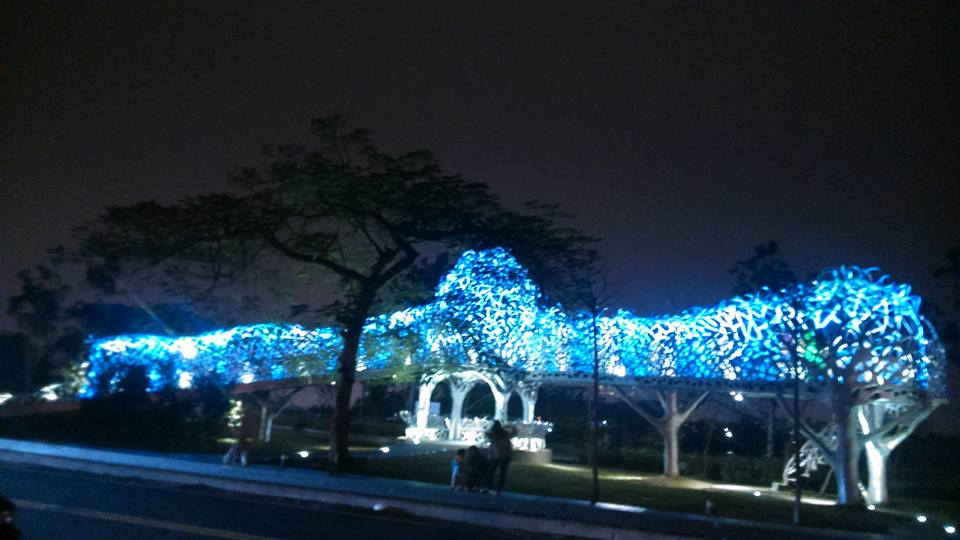
蘭潭月影潭心
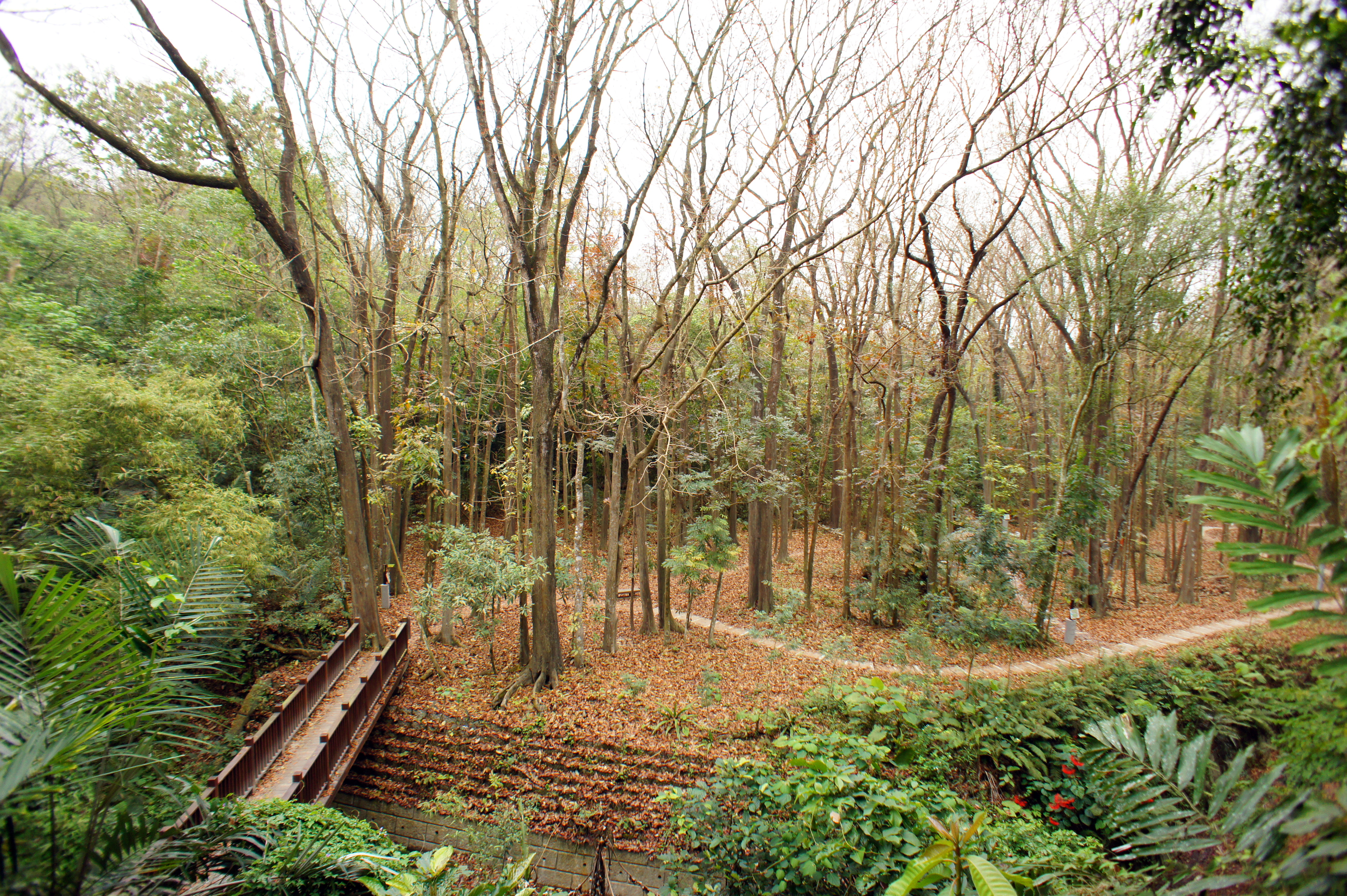
蘭潭後山公園的桃花心木林
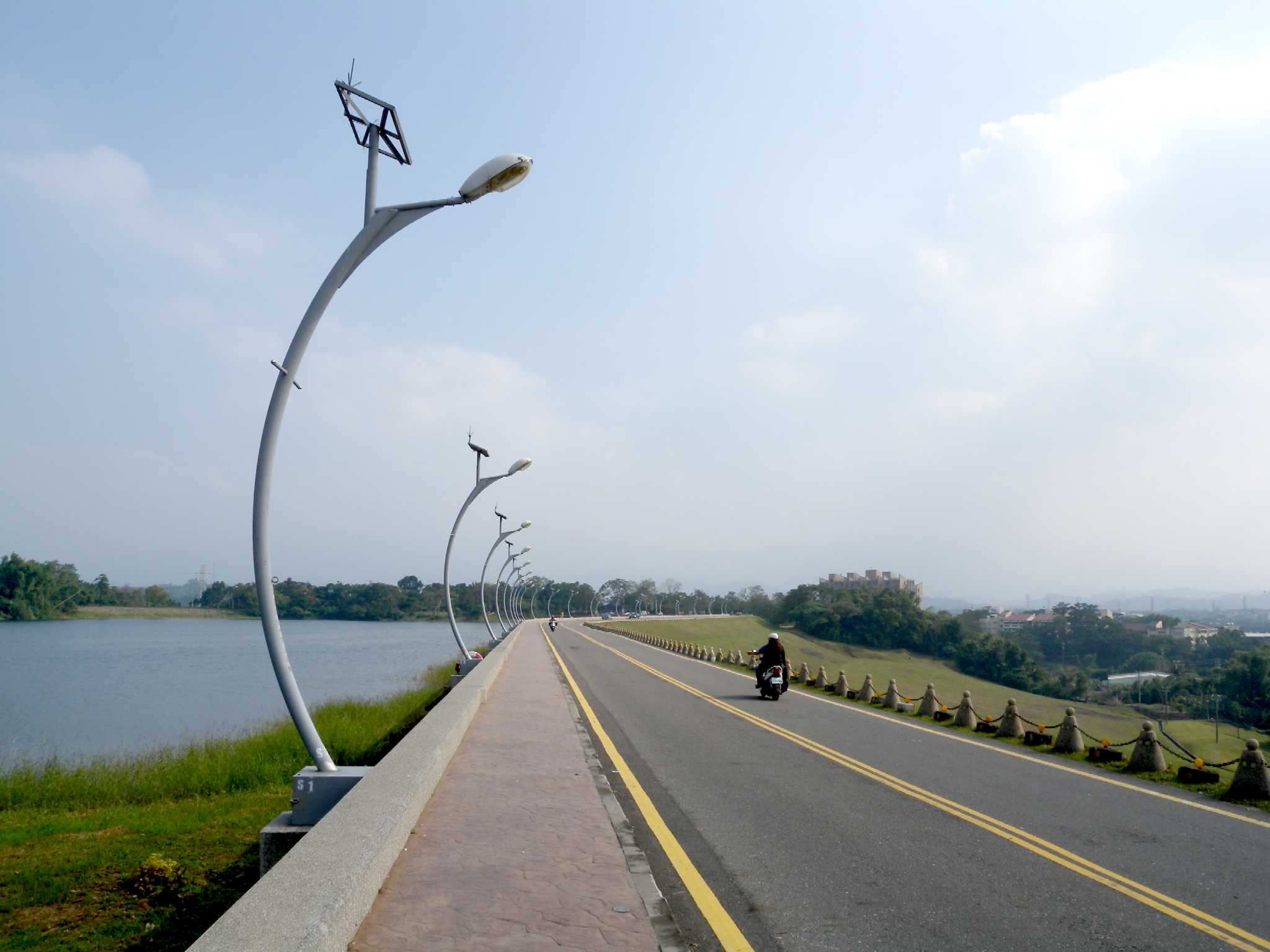
蘭潭水庫壩堤道路

## 公車資訊

### 嘉義市公車
一段票收費12元
| 編號                  | 經營業者 | 路線                                                    | 停靠站   |
| --------------------- | -------- | ------------------------------------------------------- | -------- |
| 光林我嘉線（黃線）    | 國光客運 | 嘉義市公車光林我嘉線 （港坪運動公園－蘭潭）             | 蘭潭     |
| 中山幹線（綠線）      | 國光客運 | 嘉義市公車中山幹線 （嘉大蘭潭校區－大富路）             | 月影潭心 |
| 中山幹線支線（綠A線） | 國光客運 | 嘉義市公車中山幹線 （嘉大蘭潭校區－二二八國家紀念公園） | 月影潭心 |

### 公路客運
里程計費，基本里程票價起跳25元，刷電子票證22元
| 編號 | 經營業者   | 乘車站名 | 行先         | 備註       |
| ---- | ---------- | -------- | ------------ | ---------- |
| 7308 | 嘉義縣公車 | 崇仁護校 | 嘉義－半天岩 |            |
| 7311 | 嘉義縣公車 | 崇仁護校 | 嘉義－埔尾   |            |
| 7317 | 嘉義縣公車 | 崇仁護校 | 嘉義－大湖   | 經由半天岩 |
| 7318 | 嘉義縣公車 | 崇仁護校 | 嘉義－大湖   | 經由埔尾   |

## 外部連結
- 蘭潭水庫照片集
- 嘉義市觀光旅遊網-蘭潭風景區 （页面存档备份，存于）
- 經濟部水利署全球資訊網-蘭潭水庫 （页面存档备份，存于）
- 台灣地區主要水庫蓄水量報告表 （页面存档备份，存于）
- 台灣水庫即時水情 （页面存档备份，存于）